# Kirken (film)
Kirken er en dansk kortfilm fra 2007 instrueret af Anders Helde efter eget manuskript.

## Handling
Denne artikel mangler et handlingsreferat. Hjælp os med at skrive det.

## Medvirkende
- Martin Hestbæk, Peter
- Nina Cederholm, Marie
- Kirsten Olesen, Ingeborg
- Torben Zeller, Niels
- Jesper Aagaard Placing, Michael
- Mads Koudal, Morten
- Mikkel Mosfeldt, Selvmordsoffer